# Fine Young Cannibals
Fine Young Cannibals byla hudební skupina ze Spojeného království, známá především díky hitům Johnny Come Home, She drives me crazy nebo Good thing. Skupina byla založena v Birminghamu v roce 1984 Rolandem Giftem, Davidem Steelem a Andy Coxem. Jméno si vybrali podle filmu ze šedesátých let All The Fine Young Cannibals.
V roce 1990 byla skupin dvojnásobně oceněna cenou BRIT Awards, tu ale nakonec v reakci na videovstup Margaret Thatcherové do ceremoniálu udělování odmítla. Skupina přestala působit v roce 1992.

## Diskografie

### Alba
- 1985 – Fine Young Cannibals UK: #11, USA #49
- 1989 – The Raw and the Cooked UK: #1, USA #1
- 1990 – The Raw and the Remix (remix collection)
- 1996 – The Finest (kompilace) UK: #10
- 2006 – The Platinum Collection